# Brâncoveni (gmina)
Brâncoveni – gmina w Rumunii, w okręgu Aluta. Obejmuje miejscowości Brâncoveni, Mărgheni, Ociogi i Văleni. W 2011 roku liczyła 2730 mieszkańców.